# International Lease Finance Corporation

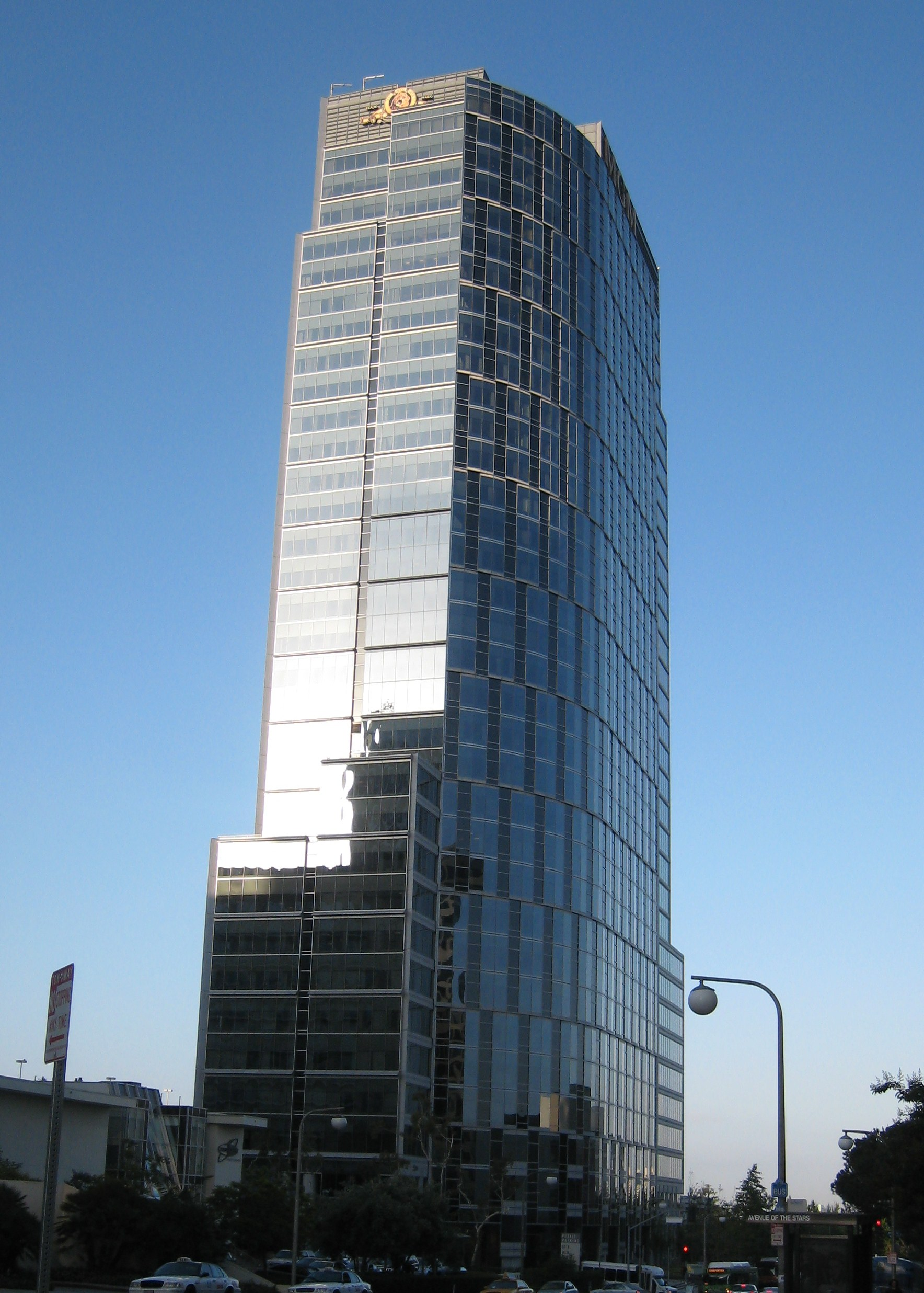
La Constellation Place, seu de l'empresa

La International Lease Finance Corporation (ILFC) fou un arrendador d'aeronaus amb seu a la Constellation Place (anteriorment MGM Tower), a Century City (Los Angeles, Califòrnia).

## Història
ILFC fou una empresa CASL (acrònim de Commercial Aircraft Sales and Leasing), qualificatiu àmpliament utilitzat per descriure les organitzacions, generalment financeres, que lloguen i venen avions comercials i equipaments relacionats sense que els fabricants (per exemple, Airbus i Boeing) interactuïn amb el client final. Intervé amb aerolínies petites (i no tan petites) acabades de crear, que normalment no estan en posició financera de comprar avions nous directament del fabricant, o companyies ja fermament establertes que prefereixen mantenir flexibilitat mitjançant el lloguer en lloc de ser propietàries dels seus avions. Els aparells poden ser nous o de segona mà. Es proporcionen a les aerolínies sobre la base d'un arrendament operatiu o un arrendament financer.
ILFC fou, amb General Electric Capital Aviation Services (GECAS), la més important i coneguda de les empreses CASL.
Fou fundada per Leslie Gonda i el seu fill Louis L. Gonda juntament amb Steven F. Udvar-Hazy el 1973. És una filial del grup d'assegurances estatunidenc American International Group (AIG) des del 1990.
El maig del 2007 era propietària d'una flota de 824 avions Boeing i Airbus, amb 254 comandes addicionals.
El desembre del 2013 fou adquirida per AerCap Holding.

### Comandes
El 8 de març del 2011, ILFC anuncià la compra de 100 Airbus A320neo amb motors Pratt & Whitney, per a, com a mínim, 60 unitats, a lliurar des de l'any 2015; també anuncià la cancel·lació de 10 comandes per a Airbus A380.

### Clients d'ILFC
- Aerolíneas Argentinas
- Conviasa
- LAN Airlines
- TAME
- Gol
- Air Canada[6]
- Air Transat
- Copa Airlines
- Aeroméxico[7]
- American Airlines
- Boliviana de Aviación
- Delta Air Lines
- Frontier Airlines
- Hawaiian Airlines
- JetBlue Airways
- Cathay Pacific[8]
- Air India
- Iberia
- Privilege Style
- Vueling
- Turkish Airlines
- Swiss International Air Lines
- Aer Lingus
- TAP Portugal
- Air France-KLM[9]
- Interjet
- Volaris
- Air Austral
- Air Europa[10]
- Iberworld Airlines
- Virgin Atlantic
- Aeroflot
- South African Airways
- Kenya Airways
- Emirates
- Air China
- China Eastern Airlines
- China Southern Airlines
- Peruvian Airlines
- Qantas
- Virgin Australia[11]
- Air New Zealand
- Veca